# Martin Loos (Schauspieler)
Martin Loos (* 1977 in Steyr) ist ein österreichischer Schauspieler.

## Leben
Martin Loos wuchs in Tirol auf. Seine Schauspielausbildung absolvierte er von 1999 bis 2003 am Franz Schubert Konservatorium für Musik und Darstellende Kunst in Wien. Seither arbeitet er hauptsächlich für das Kino und das Fernsehen.
Loos war in diversen Kino-Produktionen zu sehen, darunter in dem biographischen Film-Drama Falco – Verdammt, wir leben noch! (2008) und in dem Horror-Thriller In 3 Tagen bist du tot 2 (2008). In dem österreichischen Low-Budget-Film 22:43 – Das Schicksal hat einen Plan (2010), der im Jänner 2011 seine Europa-Premiere auf dem Filmfestival Max Ophüls Preis hatte, spielte er die Hauptrolle des erfolglosen und sich in einem Tief befindenden Schriftstellers Maximillian „Max“ Feldner. Außerdem gehörte er als Geschäftspartner des Tiroler Unternehmers Steiner (Karl Fischer) zur Besetzung des österreichischen Zombiefilms Angriff der Lederhosenzombies (2016).
Für das Kino arbeitete er u. a. mit den Regisseuren Erik Etschel, Thomas Roth, Andreas Prochaska, Markus Hautz und Dominik Hartl zusammen. Außerdem wirkte er in mehreren Kurzfilmen mit.
In der 5. Staffel der österreichischen TV-Serie SOKO Donau (2009) hatte er, an der Seite von Eva Herzig, eine Episodenhauptrolle als im offenen Strafvollzug für Schwerverbrecher lebender, tatverdächtiger Freigänger Robert Puller. Mit Peter Keglevic drehte er den zweiteiligen Fernsehfilm Der Chinese (2011). Mit dem Kurzfilm Samstagabend, Sonntagmorgen, der sowohl bei der Diagonale als auch bei den Vienna Independent Shorts gezeigt wurde, gab Loos, der gleichzeitig mit Robert Stadlober auch Hauptdarsteller war, sein Regiedebüt.
In der 14. Staffel der ZDF-Serie Notruf Hafenkante (2019) übernahm Loos eine der Episodenrollen als tatverdächtiger Mentalmagier Felix Baum.
Loos arbeitete auch als Werbedarsteller und nebenbei als Yoga-Lehrer.
Loos lebt nach Stationen in Tirol und Wien mittlerweile in Berlin.

## Filmografie (Auswahl)
- 2002: Medicopter 117 – Jedes Leben zählt: Inferno (Fernsehserie, eine Folge)
- 2007: Facetten (Kinofilm)
- 2008: Falco – Verdammt, wir leben noch! (Kinofilm)
- 2008: In 3 Tagen bist du tot 2 (Kinofilm)
- 2009: SOKO Donau: Nachtfalken (Fernsehserie, eine Folge)
- 2010: SOKO Kitzbühel: Slackline (Fernsehserie, eine Folge)
- 2010: 22:43 – Das Schicksal hat einen Plan (Kinofilm)
- 2011: Der Chinese (Fernsehfilm)
- 2012: SOKO Donau: Ganz unten (Fernsehserie, eine Folge)
- 2013: Samstagabend, Sonntagmorgen (Kurzfilm, Darsteller und Regie)
- 2016: Angriff der Lederhosenzombies (Kinofilm)
- 2016: Bergfried (Fernsehfilm)
- 2019: Notruf Hafenkante: Magische Wahrheit (Fernsehserie, eine Folge)
- 2025: SOKO Donau/SOKO Wien (Fernsehserie, Folge: Der Fremde)